# Xian autonome dong de Xinhuang
Le xian autonome dong de Xinhuang (新晃侗族自治县 ; pinyin : Xīnhuǎng dòngzú Zìzhìxiàn) est un district administratif de la province du Hunan en Chine. Il est placé sous la juridiction de la ville-préfecture de Huaihua.

## Démographie
La population du district était de 251 163 habitants en 1999.